# Stojeszyn Drugi
Stojeszyn Drugi – wieś sołecka w Polsce położona w województwie lubelskim, w powiecie janowskim, w gminie Modliborzyce.
W latach 1975–1998 miejscowość administracyjnie należała do województwa tarnobrzeskiego. Według Narodowego Spisu Powszechnego (III 2011 r.) wieś liczyła 436 mieszkańców.

## Części wsi
| SIMC    | Nazwa      | Rodzaj             |
| ------- | ---------- | ------------------ |
| 0799836 | Dwór       | część miejscowości |
| 0799842 | Grabczycha | część miejscowości |